# Johnny Day
Johnny Day (ur. ok. 1856 w Ballarat, zm. ?) – australijski sportowiec dziecięcy i niepokonany dziecięcy mistrz świata we wczesnej odmianie chodu sportowego.

## Życiorys
Johnny Day urodził się około 1856 w australijskim mieście Ballarat. Jego życiorys jest praktycznie nieznany z wyjątkiem doniesień prasowych na temat jego wyników sportowych. Day był utalentowanym chodziarzem, uprawiający wczesną odmianę tego sportu znaną jako pedestrianism. W wieku dziesięciu lat miał na swoim koncie 101 zwycięstw i był niepokonanym, dziecięcym mistrzem świata.
Zdjęcie Daya pochodzące z końca lat 60. XIX wieku przechowywane w australijskiej National Portrait Gallery w Canberze jest jedynym zdjęciem w kolekcji NPG pochodzącym z tego okresu i przedstawiającym postać ludzką w szortach.